# Colosimi
Colosimi är en ort och kommun i provinsen Cosenza i regionen Kalabrien i Italien. Kommunen hade 1 243 invånare (2017).